# Parque regional Anthony Chabot
Parque Regional Anthony Chabot es un parque regional en 5.067 acres en las colinas San Leandro cerca de Oakland, San Leandro, y Castro Valley. Es una parte de los parques del Distrito de Parques Regionales del Este de la Bahía.